# フランクリン郡 (オハイオ州)
フランクリン郡（英: Franklin County）は、アメリカ合衆国オハイオ州内にある郡である。人口は1,323,807人（2020年国勢調査）で、同州最多の人口を抱える郡である。オハイオ州のほぼ中心部に位置し、州都コロンバス市域およびその周辺地域を包含するエリアを占める。郡内の大半はコロンバス市の市域に含まれるが、そのほかダブリン、ワージントン、ヒリヤードなどの市の全部または一部を含む。

## 歴史
フランクリン郡はオハイオ州が州になった2か月後、1803年4月30日に設立され、アメリカ合衆国建国の父、ベンジャミン・フランクリンの名を取って命名された。

## 地理
アメリカ合衆国統計局によると、この郡は総面積1,407 km2 (543 mi2) である。このうち1,398 km2 (540 mi2) が陸地で0.63%の9 km2 (3 mi2) が水域である。
フランクリン郡はOlentangy River 及びサイオト川 (Scioto River) が流れている。

### 隣接する郡
- デラウェア郡（北）
- リッキング郡（北東）
- フェアフィールド郡（南東）
- ピッカウェイ郡（南）
- マディソン郡（西）
- ユニオン郡（北西）

## 人口動勢
| フランクリン郡 年代別の人口 | フランクリン郡 年代別の人口 |
| --- | --------------------------- |
| 2020年 1,323,807人 2010年 1,163,414人 2000年 1,068,978人 1990年 961,437人 1980年 869,132人 1970年 833,249人 1960年 682,962人 1950年 503,410人 1940年 388,712人 1930年 361,055人 1920年 283,951人 1910年 221,567人 1900年 164,460人 1890年 124,087人 1880年 86,797人 1870年 63,019人 1860年 50,361人 1850年 42,909人 1840年 25,049人 1830年 14,741人 1820年 10,292人 1810年 3,486人 |                             |

2000年国勢調査に基づくフランクリン郡の人口ピラミッド

2000年国勢調査で、フランクリン郡は人口1,068,978人、438,778世帯、及び263,705家族が暮らしている。人口密度は765/km2 (1,980/mi2) である。337/km2 (872/mi2) の平均的な密度に471,016軒の住宅が建っている。この郡の人種的な構成は白人75.48%、アフリカン・アメリカン17.89%、先住民0.27%、アジア3.07%、太平洋諸島系0.04%、その他の人種1.03%、及び混血2.23%である。ここの人口の2.27% ofはヒスパニックまたはラテン系である。
この郡内の住民は25.10%が18歳未満の未成年、18歳以上24歳以下が11.70%、25歳以上44歳以下が33.30%、45歳以上64歳以下が20.10%、及び65歳以上が9.80%にわたっている。中央値年齢は32歳である。女性100人ごとに対して男性は94.50人である。18歳以上の女性100人ごとに対して男性は91.50人である。
この郡の世帯ごとの平均的な収入は42,734米ドルであり、家族ごとの平均的な収入は53,905米ドルである。男性は37,672米ドルに対して女性は29,856米ドルの平均的な収入がある。この郡の一人当たりの収入 (per capita income) は23,059米ドルである。18歳以下の未成年の14.20%及び65歳以上の8.60%を含む、家族の約8.20%及び人口の11.60%は貧困線以下の生活を送っている。

## 自治体および国勢調査指定地
- コロンバス（郡庁所在地）
- ダブリン
- グローブ・シティ (Grove City)

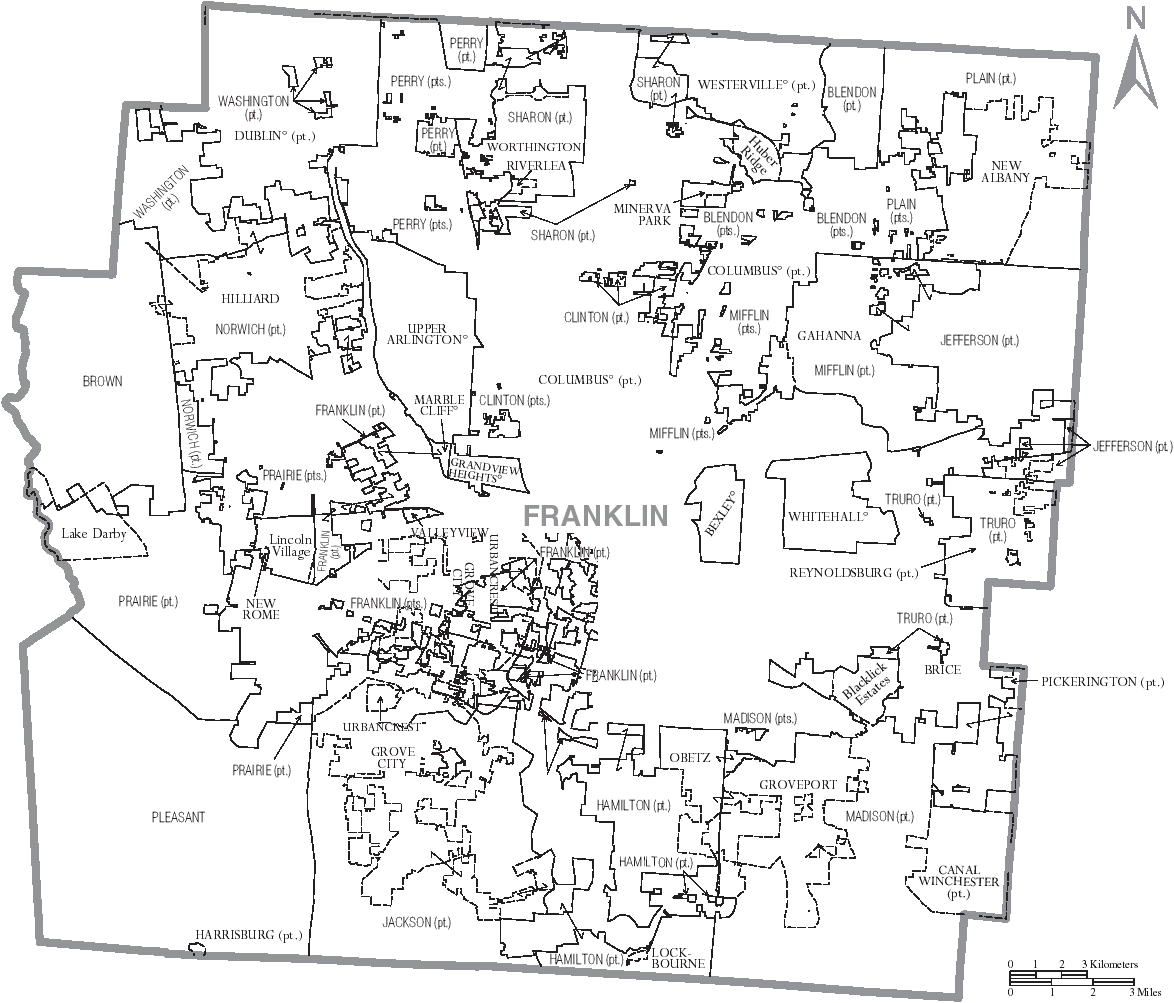
自治体および郡区表示のフランクリン郡地図

- レイノルズバーグ (Reynoldsburg)
- ウェスタービル (Westerville)
- ヒリヤード (Hilliard)
- アッパー・アーリントン (Upper Arlington)
- ガハナ (Gahanna)
- ホワイトホール (Whitehall)
- ワージントン
- リヴァリー
- ベクスレー (Bexley)
- ブライス (Brice)
- キャナル・ウィンチェスター (Canal Winchester)
- グランビュー・ハイツ (Grandview Heights)
- グローブポート (Groveport)
- ハリスバーグ (Harrisburg)
- リンカーン・ビレッジ (Lincoln Village)
- ロックボーン (Lockbourne)
- マーブル・クリフ (Marble Cliff)
- ニュー・オールバニ (New Albany)
- New Rome
- Blacklick Estates
- Huber Ridge
- Lake Darby
- Minerva Park
- Obetz
- Urbancrest
- Valleyview